# Alfred Schwarz (Nachrichtendienstmitarbeiter)

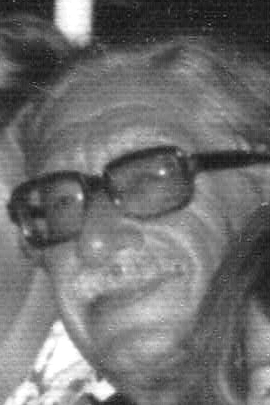

Alfred Schwarz, Deckname Dogwood (* 25. April 1904 in Prostějov, Österreich-Ungarn; † 13. August 1988 in Luzern) war ein international tätiger Geschäftsmann, der während des Zweiten Weltkriegs in Istanbul für den britischen Geheimdienst Secret Intelligence Service (MI6) und ab Frühjahr 1943 für den amerikanischen Auslandsgeheimdienst Office of Strategic Services (OSS) tätig war. Unter dem Decknamen »Dogwood« leitete er eines der größten US-Agentennetzwerke. Nach dem Krieg lebte er in Österreich und der Schweiz.

## Kindheit und Jugend
Alfred Schwarz wuchs in bescheidenen Verhältnissen seit 1918 in der Tschechoslowakei auf und studierte in Prag und Wien Philosophie. Aufgrund des Ergebnisses eines internationalen Preisausschreibens für den besten Werbebrief wurde er mit 21 Jahren Chef der Werbeabteilung eines  Industrieunternehmens und brach sein Studium ab.

## Geschäftstätigkeit in der Türkei
Mit 24 Jahren ging er, von den Reformen Mustafa Kemal Atatürk beeindruckt, in die Türkei, wo er von 1928 bis 1959 in der Industrialisierung des Landes und Mechanisierung der Landwirtschaft tätig war. Er war Repräsentant mehrerer Unternehmen aus der Tschechoslowakei, Österreich und England gegenüber der türkischen Regierung, die an der Modernisierung des Landes arbeitete und dafür am Import von Maschinen, vor allem in der Landwirtschaft, sehr interessiert war. Er verfügte über gute Geschäftskontakte in der gesamten Balkanregion, war in Kontakt mit Exilanten an den Universitäten in Istanbul, und pflegte – obwohl selbst Jude – Umgang mit dem apostolischen Delegaten und Bischof von Konstantinopel, Angelo Roncalli, der 1958 zum Papst Johannes XXIII. gewählt wurde. Im Frühjahr 1943 eröffnete er als Tarnung für seine OSS-Tätigkeit eine Niederlassung der Western Electric Company.

## Im Geheimdienst
Ab 1942 arbeitete Alfred Schwarz – unter dem Decknamen Leonard – als unbezahlter Berater und freier Mitarbeiter des MI6 und der Special Operations Executive (SOE). Im Juni 1942 räumten die Briten dem gerade neu gegründeten OSS den Zugang zu allen ihren Erkenntnissen am Balkan und im Nahen Osten ein. Im Gegenzug mussten sich die USA verpflichten, dass sämtliche Geheimoperationen unter der Regie und Aufsicht der Briten erfolgen. Im Frühjahr 1943 brachte der Leiter der MI6-Station in Istanbul, Harold Gibson, Schwarz in Kontakt mit Lanning »Packy« Macfarland, Deckname Juniper, dem neu bestellten Leiter von OSS-Istanbul. Gibson bestätigte Schwarz »a clean bill of health« und damit erfolgte die Metamorphose von Leonard zu Dogwood. Unter der Führung von Archibald Coleman, Deckname Cereus, baute er sein Agentennetz auf, das etwa 70 Personen umfasste. Als Coleman im Dezember 1943 an Lungenentzündung erkrankte, übernahm er die alleinige Führung des Dogwood-Netzes und berichtete direkt an den OSS-Leiter von Istanbul.

### Teddy Kollek und Dogwood
Bereits im Sommer 1942 informierte Eduard Schulte im sogenannten Riegner-Telegramm die Weltöffentlichkeit über die »Endlösung der Judenfrage«. Im Oktober 1942 hatte auch Helmuth James Graf von Moltke einen Bericht über Vernichtungslager erhalten und darüber in einem Brief vom 25. März 1943 an Lionel George Curtis im Vereinigten Königreich berichtet. Einen detaillierten Bericht über den Ablauf der Vergasung und die anschließende Kremation gab der polnische Jude David Milgrom, dem es gelungen war, aus dem KZ Treblinka zu fliehen. Er verfasste im August 1943 einen schriftlichen Bericht, der von Alfred Schwarz auch an den US-Vizekonsul Melbourne und von diesem an das US-Außenministerium weitergeleitet wurde. Schon im Juli 1940 hatte Ilya Epstein, später unter dem Namen Eliahu Eilat erster israelischer Botschafter in den USA, nach Absprachen zwischen den Zionistenvertretern und Admiral John Godfrey vom britischen Navy-Geheimdienst, Harold Gibson vom MI 6 sowie William Donovan und Allen Dulles vom (späteren) OSS einen ersten Brückenkopf in Istanbul errichtet. Im Mai 1943 entsandte David Ben-Gurion einen seiner engsten Vertrauten nach Istanbul – Teddy Kollek, tätig im Nachrichtendienst der Hagana und später langjähriger Bürgermeister von Jerusalem. Sein Ziel war, möglichst viele Juden in Deutschland und den besetzten Gebieten vor dem Tod zu retten und ihre Flucht nach Palästina zu ermöglichen. Zur Zeit von Kolleks Ankunft in Istanbul wechselte Schwarz vom MI 6 zum OSS, wo Kollek im Dogwood-Netzwerk unter dem Decknamen »Gerbera« geführt wurde. In den zionistischen Nachrichtenkreisen wurde Schwarz hingegen »Blacky« genannt. Kollek erhoffte sich von den Amerikanern mehr Unterstützung, da die Zusammenarbeit mit den Briten wegen der Streitfragen in Palästina nicht reibungslos verlief. Im Gegenzug konnte er sein bereits etabliertes Kuriernetzwerk in die Partnerschaft einbringen und zum raschen Wachstum des Dogwood-Netzes beitragen. Später sollte sich aber herausstellen, dass sich darunter einige Doppelagenten befanden.

### Das Herman-Dossier
Die deutsche Widerstandsgruppe Kreisauer Kreis um Helmuth James Graf von Moltke versuchte, Kontakt zu den Westalliierten aufzunehmen, einen Separatfrieden an der Westfront zu verhandeln und den Vorstoß der Roten Armee an der Tilsit-Lemberg-Linie zu stoppen. Im Juli und Dezember 1943 reiste Moltke nach Istanbul. Er traf dort mit Schwarz, Hans Wilbrandt, Deckname Hyacinth, der Moltke Anfang der 1930er-Jahre bei der Sanierung seines Gutes Kreisau unterstützt hatte, Alexander Rüstow, Deckname Magnolia, sowie dem US-Militärattaché Richard Tindall zusammen. Moltke hatte keinen Kontakt zu Nachrichtendiensten gesucht. Doch ohne es zu wissen, wurde sein Wunsch nach Kooperation mit den Westmächten jetzt an OSS-Chef William J. Donovan herangetragen, und er erhielt den Decknamen »Camelia«.
Als Essenz aus den Gesprächen verfassten Rüstow und Wilbrandt ein Memorandum, das die Intentionen des Kreisauer Kreises zusammenfasste. Das Memorandum wurde »Herman-Plan« genannt, wobei Herman aus der Zusammenfassung des Vornamens Helmuth und German gewählt wurde. Schwarz regte am 29. Dezember 1943 an, dass aufgrund der Bedeutung der Aussagen und der zeitlichen Dringlichkeit umgehend eine Besprechung mit einem Bevollmächtigten der deutschen Gruppe einerseits und mit Präsident Franklin D. Roosevelt, General George C. Marshall, Chef der amerikanischen Joint Chiefs of Staff, und OSS-Chef Donovan andererseits stattfinden sollte. Donovan folgte diesem Vorschlag jedoch nicht. Am 20. Juli 1944 fand das Attentat auf Hitler, das Unternehmen Walküre statt – und scheiterte. Am 29. Juli 1944 informierte William Donovan Präsident Roosevelt über den Herman-Plan. Entgegen der OSS-Einschätzung, dass in Deutschland keine potente Widerstandsgruppe existierte – was sich nicht mit Dogwoods Analysen deckte –, waren es über 200 Personen, die nach dem Attentat hingerichtet oder in den Tod getrieben wurden. Die Mitglieder des Kreisauer Kreises waren auch darunter.

### Das »Austrian Committee of Liberation«
Über den in Istanbul stationierten Semperit-Direktor Josef Wenzel Rüdiger, Deckname Stock, hielt die österreichische Widerstandsgruppe Maier-Messner-Caldonazzi Kontakt zu Alfred Schwarz. Die Gruppe ersuchte die Amerikaner, das Komitee als künftige österreichische Regierung anzuerkennen. Dafür lieferte sie umfangreiche Informationen über das V1- und V2-Raketenprogramm, die Gummiproduktion in Auschwitz und die Verwendung von jüdischen Arbeitssklaven sowie zahlreiche Standorte der Rüstungsindustrie. Am 3. Februar 1944 wurde zwischen dem Semperit-Generaldirektor Franz Josef Messner, Deckname Cassia, und Lanning Macfarland ein Memorandum der Zusammenarbeit unterzeichnet, in dem auch eine finanzielle Unterstützung durch das OSS zugesagt wurde. Mehrfache Anzeigen des Semperit-Mitarbeiters und überzeugten Nazis Sigismund Romen führten zur Zerschlagung der Widerstandsgruppe. Die Aufrollung der Widerstandsgruppe begann bei Walter Caldonazzi, der bereits am 25. Februar 1944 verhaftet wurde. Kaplan Heinrich Maier wurde am 28. März 1944 nach der Heiligen Messe verhaftet und in Einzelhaft genommen. In den Gerichtsakten ist notiert, dass er eindringlichen Befragungen und verschärften Vernehmungen – also der Folter – ausgesetzt war. Einen Tag später wurde Franz Josef Messner in Budapest verhaftet.

### Das ungarische Doppelspiel
Als im Sommer 1943 die Alliierten auf Sizilien landeten (siehe Operation Husky) und Benito Mussolini gestürzt wurde, sahen der ungarische Reichsverweser Miklos Horthy und sein Premierminister Miklós Kállay die Chance, ebenfalls die Seite zu wechseln. Kallay beauftragte seinen Generalstabschef Ferenc Szombathelyi, Wege für einen politischen und militärischen Lagerwechsel zu finden. Gyula Kadar, der Leiter der nachrichtendienstlichen Abteilung im Generalstab, wählte als Verbindungsoffiziere zum OSS den ungarischen Militärattaché in Sofia, Otto Hatz, Deckname Jasmine, und Lothar Kövess, Deckname Jacaranda.
Bereits am 1. Oktober 1943 legte Schwarz den Unterhändlern ein Dokument vor: »Proposed Agreement with Representatives of Hungarian General Staff Concerning Cooperation in the Sphere of Intelligence«. Coleman und Schwarz hatten nicht auf diplomatische Freundlichkeiten gesetzt, sondern klare Aussagen getroffen: Je mehr die Ungarn bereit wären, nachrichtendienstlich relevantes Material zu liefern, umso besser würden ihre Bedingungen bei späteren Friedensverhandlungen sein. Dann kamen die Gespräche ins Stocken und am 16. Jänner 1944 teilte Kövess in Istanbul mit, dass es ungarischen Diplomaten in der Schweiz und Schweden gelungen sei, bessere Verhandlungserfolge, also mit mehr Zugeständnissen an Ungarn, zu erzielen. Die Parallelverhandlungen mit OSS-Bern führten dazu, dass Allen Dulles in der Nacht vom 15. zum 16. März 1944 den Auftrag zur »Operation Sparrow« gab, einem Fallschirmabsprung von drei US-Offizieren über Ungarn. Kurzfristig wurde Miklos Horthy von Adolf Hitler in das Schloss Kleßheim in Salzburg bestellt, da den Deutschen die Aktivitäten nicht verborgen blieben. In den Morgenstunden des 19. März 1944 besetzten deutsche Truppen im Unternehmen Margarethe Ungarn und beendeten damit die Pläne zum Seitenwechsel.

### Dogwoods Ende
Das Scheitern in Ungarn und die fast zeitgleich erfolgte Zerschlagung der Maier-Messner-Gruppe führte zu Vorwürfen gegen OSS-Istanbul. Macfarland wurde suspendiert – James O’Conor wurde im April und Mai 1944 mit der Führung beauftragt – und letztlich abberufen und durch Frank Wisner ersetzt. Am 31. Juli 1944 feuerte Frank Wisner Alfred Dogwood Schwarz und warf ihm sogar vor, ein deutscher Agent zu sein.

### Die große Täuschung – Operation Zeppelin
Von größter Bedeutung für den Kriegsverlauf war eine Geheimkonferenz, Deckname Quadrant, vom 17. bis 24. August 1943 in Quebec City. Der kanadische Premierminister fungierte als Gastgeber für den US-Präsidenten Roosevelt, den britischen Premierminister Winston Churchill und höchste Militärs und Geheimdienstvertreter. Das zentrale Ergebnis war, am 1. Mai 1944 in Westfrankreich die Invasion des Kontinents unter dem Decknamen Operation Overlord zu starten. Im November 1943 wurde Josef Stalin in diese Weichenstellung eingeweiht. Stalin hatte immer eine Balkan-Invasion präferiert. Doch Churchill gewann Stalins Zustimmung, indem er die Balkan-Invasion als Täuschungsmanöver der Deutschen etablieren ließ. Zur Absicherung von Overlord wurde ein ganzes Bündel an Täuschungsplänen entworfen. Letztlich wurde die Operation Bodyguard entwickelt. Der Name geht auf Winston Churchill zurück, der gesagt haben soll: »Im Krieg ist die Wahrheit so kostbar, dass sie immer von Leibwächtern aus Lügen umsorgt werden muss.« Ein Bodyguard war die Operation Zeppelin. Diese sollte die Fiktion einer Invasion über den Balkan aufrechterhalten. Dazu wurden verschiedene Aktivitäten gesetzt. Die Verhandlungen von Schwarz mit den Ungarn können in diesem Zusammenhang gesehen werden: Adolf Hitler hatte immer Misstrauen gegenüber den Süd- und Osteuropäern. Ein Verrat erschien im Sinne des Magruder-Prinzips erwartbar. Und die Hinweise mehrten sich. Die Operation Sparrow war dann der Schlussstein für die Entscheidungsfindung. Und nachdem ja auch ein großer Kern an Wahrheit im Vorwurf des Verrats der Ungarn steckte, konnten Horthy und Szombathelyi die Vorwürfe Hitlers im Schloss Klessheim nicht glaubwürdig entkräften. Die Verlegung von acht deutschen Divisionen nach Ungarn und deren längerfristige Bindung war für die Ausdünnung des Atlantikwalls beziehungsweise die Schwächung von heranführbaren Reserven bedeutsam. Alfred Schwarz war wohl weniger ein deutscher Agent, wie Frank Wisner behauptete, sondern Teil eines britischen Täuschungsplans, der sehr erfolgreich verlief.

## Nach dem Krieg
Noch 1982 schrieb Anthony Cave Brown, dass Dogwoods »real name has never been revealed anywhere, and he may have died suddenly and mysteriously.« Und er mutmaßte, dass Dogwood entweder zu den Russen übergelaufen oder vom OSS selbst ermordet worden war. Dabei blieb Alfred Schwarz bis 1959 in Istanbul und betrieb dort eine 1945 in London gegründete Export-Finanzierungs-Gesellschaft, für die er ab 1959 in Lausanne und von 1963 bis zur Pensionierung 1977 in Wien tätig war. Die von ihm gegründeten Gesellschaften gehörten danach der Gruppe der Midlandbank an. Als im Mai 1983 Fred Sinowatz als Bundeskanzler erstmals in Österreich eine SPÖ-FPÖ-Koalition bildete, entschied sich Schwarz, seinen Lebensabend in der Schweiz zu verbringen. 1987 gab Schwarz dem Schriftsteller Barry Rubin und dem Historiker Yehuda Bauer in seinem Haus in Luzern ein ausführliches Interview. Bis zu diesem Zeitpunkt galt der ehemalige OSS-Agent Dogwood als verschollen. Ein Jahr später – am 13. August 1988 – starb Alfred Schwarz in Luzern. Mit seinem Buch »Istanbul Intrigues«, das 1989 erschien, legte Rubin den Grundstein für eine Vielzahl von Forschungsarbeiten.
Ein im Juni 2010 publizierter Zeitungsartikel machte Erich Cibulka auf die Geheimdienstvergangenheit von Schwarz aufmerksam, den er in den 1970er-Jahren regelmäßig getroffen hatte, und bewog ihn zur Abfassung einer Biografie.

## Publikationen
- Irrungen des Geistes. Der Verrat am Leben. Ueberreuter Wien, 1979, ISBN 3-8000-3167-1.
- Der Mensch im Widerstreit mit sich selbst: Der Schock der Besinnung. Verlag für Wissenschaft und Kunst, Wien, 1981.
- Das Leben ist ein Geschenk. Ein Weltbild der Lebensbejahung. Werner Classen, Zürich, 1984, ISBN 978-3-7172-0329-2.
- Gedanken über Sinn und Wert des Lebens. Glaube und Hoffnungen der Menschen. Auszug aus dem Manuskript, undatiert (möglicherweise Teil 1 zum folgenden Werk);
- Der Glaube wider jede Vernunft. Eine Heilslehre, die den Sinn des Lebens ins Jenseits verlegt, ist eine Lehre des Unheils. beschränkter Vorabdruck, Zweiter Teil, Reussbühl/Luzern 1988.